# Yamia watasei
Yamia watasei là một loài nhện trong họ Theraphosidae.
Loài này thuộc chi Yamia. Yamia watasei được Kyukichi Kishida miêu tả năm 1920.